# Kiss Symphony: Alive IV
Kiss Symphony: Alive IV ist das 2003 veröffentlichte vierte Live-Album der US-amerikanischen Hard-Rock-Band Kiss.

## Hintergrund
Das Album dokumentiert den gemeinsamen Auftritt der Gruppe mit dem Melbourne Symphony Orchestra, der am 28. Februar 2003 im Telstra Dome in Melbourne (Australien) aufgezeichnet wurde. Das Konzert war in drei Akte unterteilt, von denen der erste aus sechs Titeln bestand, die nur von der Gruppe Kiss dargeboten wurden. Der zweite Akt zeigte die Gruppe zusammen mit dem zwölfköpfigen Melbourne Symphony Ensemble, mit dem die Band fünf weitere Titel darbot, bevor die Gruppe im dritten Akt das volle Orchester und den Australien Childrens Choir auf die Bühne brachte.
Bemerkenswert ist, dass die Band dabei auf keinerlei pyrotechnische Effekte verzichtete und ihre vollständige Bühnenshow präsentierte. Außerdem waren alle Beteiligten im Stile von Kiss geschminkt.
Der Titel des Albums nimmt Bezug auf die drei bis dahin veröffentlichten Live-Alben der Gruppe, Alive! (1975), Alive II (1977) und Alive III (1993), sodass die Reihe der Live-Alben durch dieses Album fortgesetzt wird. Dies steht allerdings im Widerspruch zu der Tatsache, dass auch das Album Kiss Unplugged von 1996 ein Live-Album ist; das ebenfalls 1996 erschienene You Wanted the Best, You Got the Best ist hingegen ein Sampler, der aus unterschiedlichen Liveaufnahmen zusammengestellt wurde. Kiss Unplugged ist aus lizenzrechtlichen Gründen ein Sonderfall, weil die Veröffentlichungsrechte bei MTV liegen.

## Titelliste
CD 1
Act 1„Kiss Electric“
1. Deuce (4:14) – Simmons
2. Strutter (3:22) – Simmons/Stanley
3. Let Me Go, Rock 'N Roll (6:09) – Simmons
4. Lick It Up (5:12) – Stanley/Vincent
5. Calling Dr. Love (3:30) – Simmons
6. Psycho Circus (5:12) – Stanley/Cuomo

Act 2„Kiss & The Melbourne Symphony Ensemble“
1. Beth (3:40) – Criss/Penridge/Ezrin
2. Forever (3:50) – Stanley/Bolton
3. Goin’ Blind (3:38) – Simmons/Coronel
4. Sure Know Something (4:20) – Stanley/Poncia
5. Shandi (3:39) – Stanley/Child/Poncia

CD 2
Act 3„Kiss & The Melbourne Symphony Orchestra“
1. Detroit Rock City (4:49) – Stanley/Ezrin
2. King of the Night Time World (3:30) – Stanley/Ezrin/Anthony/Ezrin
3. Do You Love Me? (4:10) – Stanley/Ezrin/Fowley
4. Shout It Out Loud (4:09) – Simmons/Stanley/Ezrin
5. God of Thunder (4:26) – Stanley
6. Love Gun (4:25) – Stanley
7. Great Expectations (7:11) – Simmons/Ezrin
8. I Was Made for Lovin’ You (4:19) – Stanley/Child/Poncia
9. Black Diamond (4:59) – Stanley
10. Rock and Roll All Nite (7:21) – Stanley/Simmons

## Rezeption
Jan Jaedike schrieb für das Rock-Hard-Magazin, „im Aufwärmen oller Kamellen“ seien KISS „echt die Geilsten“. Die Band sei „auf den (nicht gerade originellen) Trick verfallen“, alte Stücke „im neuen Gewand zu präsentieren“. Die Gruppe habe „ein australisches Sinfonie-Orchester angemietet, in Make-up gepackt“, und die Herr- und Frauschaften „fleißig fiedeln“ lassen. Zunächst gebe es allerdings „ein Sixpack im normalen Band-Kontext“, wozu Jaedike anmerkt, dass die Gruppe „mit einem sehr guten Tommy Thayer als Ace-Ersatz“ spiele. Hervorzuheben sei hier „nur Paul Stanleys unglaublich brillanter Gesang“. Der Sänger werde „im Alter immer besser“ und lege über die gesamte Doppel-CD-Distanz „eine Meisterleistung ohnegleichen“ hin. Das Mittelstück des Werks bestehe aus einem „entspannten KISS-unplugged-plus-abgespecktes-Orchester-Ensemble-Set“. Der Höhepunkt des Albums sei die zweite CD. Die Gruppe trete „voll verstromt, mit komplettem 60-köpfigem Orchester und Chor an“ und ziehe „wirklich alle Register“. Jaedike merkt an, dass allein sechs Titel „vom `76er ‚Destroyer‘-Album“ stammten, das „eh einen bombastischen Unterton“ gehabt habe. Das Orchester steuere „gut passende und die Songs tatsächlich anreichernde, eigenständige Elemente“ bei und beschere „einige Male massive Gänsehaut“. Der Klang sei „durchgehend wuchtig, aber nicht künstlich steril“, wobei der Rezensent einen Vergleich mit Alive III vornimmt. Er kommt zu dem Schluss, Kiss lege mit dem Album „ein absolutes Referenzwerk vor“.
Michael Rensen schrieb für Amazon, Kiss hätten „zusammen mit dem 60-köpfigen Melbourne Symphony Orchestra“ einen „bunten Strauß ihrer größten Hits in neuen, klassisch aufgemotzten Versionen“ inszeniert. CD eins beginne mit einem „herkömmlichen Band-Part, in dem Klassiker der Marke ‚Deuce‘, ‚Strutter‘, ‚Lick It Up‘ oder ‚Calling Dr. Love‘ in gewohnt rockigen Fassungen“ gespielt würden. Der zweite Akt klinge dann durch „die Hinzunahme eines Streichquartetts schon etwas exotischer“. Fünf Akustiknummern, darunter Beth und Shandi, gefielen mit „differenzierten Instrumentierungen und heimeligem Feuerzeug-Flair“, bevor auf der zweiten CD „Rock- und Klassikbombast bis zum Anschlag aufgefahren“ werde. Die „imposante Dynamik und Klanggewalt des Orchesters“ verschmelze „übergangslos mit der treibenden Rock-Power der Band“, die „trotz zahlenmäßiger Unterlegenheit nie die zweite Geige“ spiele. „Evergreens wie ‚Detroit Rock City‘, ‚Do You Love Me‘, ‚Shout It Out Loud‘, ‚Love Gun‘, ‚I Was Made for Lovin’ You‘ oder ‚Rock and Roll All Nite‘“ erstrahlten „in gänzlich neuem Glanz“ und dürften „selbst abgebrühtesten Kiss-Fans noch die eine oder andere (positive) Überraschung in die heimischen vier Wände“ zaubern.